# Shootin' Up the World
Shootin' Up the World è un album del gruppo hardcore punk Discharge, successivo alla svolta thrash metal della band.

## Tracce
1. Manson Child – 6:08
2. Lost In You – 2:44
3. Shootin Up The World – 2:34
4. Psycho Active – 2:28
5. Leaders Deceivers – 2:32
6. Fantasy Overload – 2:49
7. Down And Dirty – 2:46
8. Never Come To Care – 2:39
9. Real Live Snuff – 2:41
10. Exiled In Hell – 2:49
11. Reprise – 1:50

## Formazione
- Kelvin "Cal" Morris - voce
- Andy Green - chitarra
- Anthony Morgan - basso
- Garry Maloney - batteria